# باسيلان (الفلبين)
باسيلان هي جزيرة، في الفلبين، تقع في باسيلان، بلغ عدد سكانها 259,796 نسمة، تبلغ مساحتها 1,265.5 كيلومتر مربع.